# 尖山下
尖山下，是臺灣苗栗縣頭份市的一個傳統地域名稱，位於該市西部偏南。相較於今日行政區，其範圍大致包括尖山里、尖下里、廣興里。
尖山下為省道台13線主要路段「尖豐公路」的起點。

## 歷史
台灣清治末期至日治初期，尖山下地區為一街庄，稱為「尖山下庄」，隸屬於竹南一堡。該庄北隔中港溪與蘆竹湳庄為界，東北與東興庄為鄰，東南邊及南邊為濫坑庄，西邊為造橋庄、公館仔庄。
1901年（日治明治三十四年）11月，全台廢縣廳改設二十廳，該庄隸屬於新竹廳。1909年（明治四十二年）10月，合併二十廳為十二廳，該庄隸屬不變。1920年（大正九年），廢十二廳改設五州二廳，該庄改制為「尖山下」大字，隸屬於新竹州竹南郡頭分庄。1940年6月，頭分庄升格為頭分街。
戰後頭分街改制為頭份鎮，隸屬於新竹縣，大字亦改制為里。1950年桃、竹、苗分治，頭份鎮改隸屬於苗栗縣。2015年10月，因人口超過10萬，頭份鎮升格為頭份市。

## 交通
台鐵縱貫線在尖山下地區北部界河中港溪北岸不遠處分叉為山線、海線，其中山線大致以縱向經過尖山下地區西部邊界地帶，海線於分叉後即向西南轉西遠離本地區。境內未設站，北側最近的是尚未分叉的竹南車站，屬一等站，除太魯閣號、普悠瑪號、自強號停靠部分班次外，其餘各級列車全部停靠；南側最近的是造橋車站，屬招呼站，僅停靠區間車。
國道1號又稱「中山高速公路」，是台灣西部兩條縱向高速公路之一，大致以北北東－南南西走向蜿蜒經過本地區西部，境內未設交流道，北側最近的是縣道124號交會口的頭份交流道，南側最近的是省道台13線交會口的頭屋交流道，由此等進入可快速前往台灣西部各地。
省道台1線又稱「縱貫公路」，是台北至屏東楓港的傳統幹道，大致以左右倒置的L形經過本地區西北端，向北可前往頭份市區、香山、新竹、竹北等地，向西南可前往後龍、通霄、苑裡、大甲等地。
省道台13線是香山內湖至豐原的幹道，其中尖山至豐原路段俗稱「尖豐公路」，大致以北北西—南南東走向經過本地區西部，向北可前往竹南後於香山內湖止於省道台1線路口，向南可前往苗栗、三義、豐原等地。

## 學校
- 文英國中
- 尖山國小